# Ma vie pour la France
Ma vie pour la France est un ouvrage autobiographique de Marcel Bigeard, publié à titre posthume aux éditions du Rocher.
Paru le 24 juin 2010, ce livre retrace sa vie en s’attardant sur ses activités militaires, puis politiques.

## Rédaction
Cet ouvrage est le seizième livre édité en son nom et le dernier qu’il aurait écrit. Il est communément appelé le « livre-testament ». Il retrace - à partir du livre Pour une parcelle de gloire dont il est largement inspiré - la vie de Marcel Bigeard depuis son entrée dans la vie active à 14 ans comme coursier à la banque Société générale de Toul jusqu’à sa 94e année.

## Style
La narration est faite de manière linéaire, avec quelquefois des ouvertures sur certains évènements liés allant faire suite. C'est le cas de certaines précisions qu’il ajoute avec le recul de toute sa vie, adjonctions ponctuelles ou massives, comme en témoigne l'apposition d'un chapitre entier relatant la « calomnie » dont il fut victime[réf. nécessaire] à propos des accusations de torture en Algérie portées à son encontre.
L’écriture emprunte une narration la plupart du temps à la première personne et omnisciente car autobiographique. Certains passages ajoutent des citations à son propos.
Dans la préface, l'auteur précise qu’il n'a jamais été prédestiné à l’écriture, et qu’il l’a toujours fait sans réel plaisir, par souci de sensibilisation du public « Je n'ai jamais suivi de formation spéciale pour écrire. » ajoute-t-il. Enfin, il avertit le lecteur quant au niveau d'écriture qu'il emploiera :« ... J'ai appris sur le tas, comme on dit, en m'exprimant simplement, sans chercher à faire de belles phrases. J'ai été un homme d'action et de terrain et je le suis resté. Dans mes bouquins, je dis les choses directement, comme je le fais dans la vie quand je parle. Être sincère, authentique, ça a été et c'est toujours mon seul souci. Être vrai, ne pas chercher à envelopper dans du papier de soie ce que j'ai à dire, telle a été ma ligne de conduite depuis mon plus jeune âge. Chacun sait que je ne me suis jamais gêné pour dire franchement le fond de ma pensée. Aussi bien avec les gens simples qu'avec les grands de ce monde. »
Le livre fait l’objet d'une polémique[réf. nécessaire] car de nombreuses erreurs historiques, telles le saut de Bréchignac sur Suez alors que c’était Château-Jobert, montrent qu’il n’aurait en réalité pas été écrit par le général, déjà très âgé au moment de sa conception.

## Déroulement
- 1916 : naissance, p. 16-17
- 1930 : Société générale, p. 18-19
- 1936 : service militaire, p. 22
- 1938 : fin du service militaire, p. 24
- 1939 : mobilisé, p. 27
- 1939 : première croix de guerre, p. 31
- 1939 : 2e croix de guerre et promu S/ch, p. 32
- 1940 : captivité, p. 40
- 1941 : évasion, p. 51
- 1942 : mariage avec Gaby, p. 60
- 1942 : embarquement pour le Sénégal, p. 62
- 1942 : arrivée de Gaby à Bandia, p. 66
- 1943 : muté à Meknès, p. 68
- 1943 : entraînement à Alger, chez des Anglais, le Club des Pins, p. 70
- 1944 : saut en France. Accueilli par le maquis espagnol, p. 73
- 1944 : succès. 1 200 prisonniers allemands, p. 85
- 1944 : rencontre avec Raimu et Édith Piaf, p. 91
- 1945 : départ pour l’Indochine. Premier séjour. Embarquement à Marseille sur le Stamford Victory, p. 97
- 1945 : diverses missions dans le sud, p. 99
- 1946 : arrivée au port de Hanoï, Haiphong, p. 101
- 1946 : embarquement dans l’avion à l’aéroport de Cat Bi pour Ðiện Biên Phủ, p. 101
- 1947 : fin de la mission. Retour en France, p. 107
- 1947 : séjour à Saint-Brieuc. MB est chargé d’entraîner des parachutistes, p. 109
- 1948 : le 3e Bataillon colonial de commandos parachutistes embarque à Marseille sur le Pasteur, p. 111
- 1949 : embuscade de Son La, p. 115
- 1949 : création par MB du 3e BT, p. 117
- 1950 : permission forcée, p. 120
- 1950 : séjour enchanteur dans la baie d’Along avec Gaby pendant 15 jours, p. 121
- 1950 : retour en France avec Gaby. Dix semaines en bateau, direction Marseille, p. 125
- 1951 : création à Saint-Brieuc par MB du 6e Bataillon de commandos parachutistes, p. 128
- 1952 : On repart en Indochine avec le 6e BCP, p. 129
- 1952 : saut sur Tu Lê. Évocation, p. 132
- 1953 : MB rencontre Pierre Schoendoerffer, p. 145
- 1953 : MB saute sur Ðiện Biên Phủ, p. 151
- 1954 : bataille des cinq collines, p. 170
- 1954 : visite de l’hôpital de campagne de Ðiện Biên Phủ, MB rencontre Geneviève de Galard, puis le docteur Paul Grauwin, p. 175
- 1954 : capturés, p. 181
- 1954 : libération, p. 189
- 1954 : instructeur à l’École d’État-Major, p. 201
- 1955 : arrivée à Constantine, prise de commandement du 3e régiment de parachutistes coloniaux, p. 203
- 1955 : installation de la « base arrière » de Bône, p. 206
- 1956 : création de l’intervention héliportée avec des Sikorsky S-55, p. 213
- 1956 : blessure, p. 226
- 1956 : MB est attaqué pendant un footing par trois individus armés, p. 230
- 1956 : convalescence à Toul, p. 232
- 1956 : arrivée avec le 3e RPC à Alger, pour « pacification ». Aux ordres de Massu. 1re bataille d’Alger, p. 234
- 1957 : capture de Larbi Ben M’Hidi, p. 247
- 1957 : MB part avec son régiment à Timimoun, p. 284
- 1957 : René Sentenac se fait tuer, p. 289
- 1958 : MB est rappelé à Paris, p. 294
- 1958 : retour en Algérie, p. 294
- 1958 : installation du Centre d’entraînement à la guerre subversive de Philippeville, p. 297
- 1958 : début de l’insurrection des Français d’Algérie, p. 298
- 1958 : MB est relevé de son commandement et rentre à Toul, p. 302
- 1958 : Salan rappelle MB en Algérie, p. 302
- 1959 : MB prend le commandement du secteur de Saïda, p. 304
- 1959 : création du commando Georges, p. 308
- 1959 : visite de Charles de Gaulle, p. 312
- 1960 : déclaration d’Aïn Sefra, p. 319
- 1960 : MB est relevé de son commandement, p. 322
- 1960 : départ pour Bangui, République centrafricaine, p. 331
- 1963 : MB est envoyé à l’École de guerre, p. 337
- 1964 : Émission Cinq colonnes à la une avec « Schoen », p. 339
- 1964 : MB reçoit le commandement de la 25e BP à Pau, p. 341
- 1964 : entretien avec La Sophie puis décès, p. 341
- 1966 : nommé patron de la 20e BP à Toulouse, p. 344
- 1967 : MB est promu général de brigade, p. 344
- 1968 : départ pour Dakar. MB commence ses mémoires, p. 349
- 1971 : MB est nommé commandant des Forces françaises du sud de l’océan Indien, p. 353
- 1972 : accident : MB tombe dans l’océan de 40 m, p. 356
- 1974 : MB est nommé commandant de la 4e RM à Bordeaux, p. 363
- 1975 : convoqué par Giscard : Ministre, p. 377
- 1976 : retour à Toul, p. 396
- 1978 : re-convoqué par Giscard : Député, p. 400
- 1978 : président de la Commission de la défense nationale à l'Assemblée, p. 407
- 1989 : visite à Saint-Brieuc. Mort du docteur Grauwin, p. 451
- 1991 : décès du commandant André Botella, puis du général Christian de Castries (juillet), p. 455
- 1993 : commentaire du défilé sur France 2, p. 457
- 1993 : parrain promo EMIA Combat de Tu Lê, p. 457
- 1994 : inauguration du Mémorial des Anciens d’Indochine à Fréjus, p. 458
- 1994 : retour à Ðiện Biên Phủ, p. 191/459
- 1994 : entrée de MB au musée Grévin, p. 264/464
- 1995 : visite du 6e RPIMa à Mont-de-Marsan, p. 459
- 2001 : rendez-vous à Paris avec la sœur et le beau-frère de Larbi Ben M'hidi, p. 281/474
- 2010 : décès de Marcel Bigeard à 94 ans.